# Полуденский, Пётр Семёнович
Пётр Семёнович Полуденский  (1777—1852) — российский государственный  и общественный деятель, почётный опекун, сенатор, тайный советник (1834).

## Биография
В службе  с 1797 года после окончания  с золотой медалью Императорского Московского университета был определен секретарем  куратора Императорского Московского университета. С 1800 года экспедитор Канцелярии Московского Опекунского Совета. С 1802 года секретарь  главного попечителя Н. И. Маслова. С 1807 года обер-секретарь и правитель Канцелярии с 1842 года член Опекунского Совета  Московского училища ордена Святой Екатерины. В 1814 году произведён в  статские советники, директор Экспедиции по займам под деревни и дома и Ссудной кассы, управляющий Александровским училищем.
В 1822 году произведён в  действительные статские советники. С 1834 года почётный опекун Московского опекунского совета Учреждений императрицы Марии Фёдоровны. В  1834 году  произведён в тайные советники, управляющий Московской Сохранной казной. С 1837 по 1852 годы сенатор,  присутствующий и первоприсутствующий в Общем собрании  IV и VIII департаментов Правительствующего сената, с 1845 года член Московского отделения Главного совета женских учебных заведений. Был награждён всеми российскими орденами вплоть до ордена Святого Александра Невского пожалованного ему в 1850 году.
По воспоминаниям Е. П. Яньковой, Полуденский «был большим приятелем князя С. М. Голицына, который имел к нему полное доверие и в важных случаях с ним всегда советовался. Он был человек очень хороший, честный, добрый и работящий. Смолоду был весьма красив лицом, но ростом не очень высок. Первая жена его была воспитанница какой-то большой барыни, которая дала ей изрядное приданое. Она была хороша собой и, не прожив года в замужестве, умерла». Похоронен на кладбище Симонова монастыря в Москве.

## Семья
Вторая жена — Елена Александровна Лунина (22.08.1791—28.08.1863), дочь действительного тайного советника А. М. Лунина и двоюродная сестра декабриста. В молодости была недурна собой, но очень худощава лицом и сухопара. Её отец знал Полуденского по Совету, как начальник, и сосватал ему свою дочь. По мнению современников, хоть и хороший и дельный человек был Полуденский, но все же не партия Луниной. Похоронена рядом с мужем на кладбище Симонова монастыря в Москве. Дети:
- Варвара (1813—1891), замужем за Федором Николаевичем Лугининым (1804—1884).
- Александр  (1817—1845)
- Сергей (1822—1858), библиограф, архивист.
- Николай (1825—1855)
- Михаил  (1829—1868), библиофил и историк.